# 17042 Мадіраю
17042 Мадіраю (17042 Madiraju) — астероїд головного поясу, відкритий 19 березня 1999 року.
Тіссеранів параметр щодо Юпітера — 3,491.